# Perema
Auricélio Vinhote Soares dos Santos, mais conhecido como Perema (apelido devido sua origem ser a Comunidade Perema) (Santarém, 27 de Julho de 1992), é um futebolista brasileiro que atua como zagueiro. Atualmente, joga pelo Concórdia.

## Histórico

### São Francisco
Perema começou nas categorias de base do São Francisco-PA de Santarém e logo foi apontado como a joia do clube, mesmo trabalhando como ajudante de pedreiro para auxiliar a sua família, participou da campanha que levou o São Francisco-PA ao vice-campeonato da segunda divisão do campeonato paraense de 2011, assim despertou interesse dos principais times da capital paraense além de clubes de fora do estado. No ano seguinte reconhecido por jornalistas esportivos locais como uma das revelações do Parazão 2012.

### Paysandu
Perema chegou ao Paysandu em 2017 para disputar novamente o Paraense e Copa do Brasil, mas acrescentando novas competições no currículo como Copa Verde, Série B e Série C . O jogador santareno está desde então no clube, onde conquistou títulos e é reconhecido como um dos principais jogadores.

## Títulos
Paysandu
- Campeonato Paraense: 2017[7], 2020 e 2021
- Copa Verde: 2018[8]

## Prêmios Individuais
Paysandu
- Copa Verde de 2017: Melhor Jogador[9]
- Melhor Zagueiro Central do Campeonato Paraense: 2020 e 2021